# Mike Bossy
Michael Dean Bossy (Montreal, Quebec, 22 de enero de 1957 - 14 de abril de 2022) fue un extremo derecho de hockey sobre hielo profesional canadiense. 

## Carrera deportiva
Jugó diez temporadas en la Liga Nacional de Hockey (NHL), todas ellas con la organización New York Islanders. Ganó la Copa Stanley cuatro veces seguidas desde las temporadas 1979–80 a 1982-83 de la NHL. Fue admitido en el Salón de la Fama del Hockey en 1991.